# 北小路健
北小路 健（きたこうじ けん、1913年1月25日 - 1991年10月22日）は、国文学者、古文書学者。本名は渡部 栄（わたなべ さかえ）。

## 経歴
1913年、福島県会津若松市生まれ。両親ともに教師。父親の転勤に従い渡満し、大連春日小学校、 大連一中を経て1931年に東京高等師範学校文科第二部国漢科（1934年東京文理科大学国文科に転入）に入学。能勢朝次、山岸徳平らに師事して「源氏物語」研究を志す。父の死後、父に世話になったという人から家宝だという古書の『源氏物語』54冊を贈呈され、それが従一位麗子本源氏物語であることを発見し、これを論文にした。
1937年、東京文理科大学国文科を卒業。召集されたものの、病のため除隊となり、満州で中学教師として勤める傍ら研究を続けた。敗戦直前には新京特別市に設置された満洲出版文化研究所に勤務していた。
著作は学界でも注目されるようになり、また蒐集した蔵書は和本7000冊を含む13000冊を超えたが、敗戦時ソ連兵によってすべて焼かれた。のちに長春の露天市で島崎藤村の「夜明け前」を見つけ、これを戦後の研究課題のひとつとした。生き抜くために豚肉を売って歩き、妻子と大連の母親を連れて帰国。
引き揚げ後は、大学教師の職には就かず在野で研究を続けた。『夜明け前』研究の成果は『木曽路 文献の旅』として結実し、「木曽路はすべて山の中である」に始まる冒頭部分が、『木曽街道図会』から借用したものであることを発見した。また、安岡章太郎が『流離譚』を書くにあたり文献の解読を依頼しており、北小路は安岡を説いて現地をともに踏査した。1984年、その数奇な半生記『古文書の面白さ』を刊行し、日本エッセイスト・クラブ賞を受賞。写真家渡部まなぶの写真に文章をつけた書を多数刊行した。

## 家族
- 父・渡部精元 ‐ 数学教師。福島出身。若松商業学校なとで教えたのち、1919年に旅順に渡り、大連の小学校や公学堂で教えた。1932年急性肺炎で死去。[4][5][6][7]

## 受賞
- 1984年：毎日出版文化賞を受賞。『木曽路 文献の旅』に対して。
- 1984年：日本エッセイスト・クラブ賞を受賞。『古文書の面白さ』に対して。

## 著書
- 『源氏物語従一位麗子本之研究』大道社, 1936。渡部栄名義
- 『源氏物語律調論 上巻』文学社, 1940。渡部栄名義

- 『自由をもとめて 福島事件の話-歴史物語』日本児童文庫刊行会, 1958
- 『遊女 その歴史と哀歓』人物往来社, 1964
- 『木曽路 文献の旅』正続　芸艸堂, 1970-71
- 『資料写真による『夜明け前』への招待』槌馬屋文書館, 1972
- 『図説『夜明け前』の栞 虚像と実像を探る』国書刊行会, 1973
- 『福島事件物語 自由への叫び』国書刊行会, 1974
- 『『夜明け前』探究 伊那路の文献』明治書院, 1974
- 『望郷満洲 写真集』国書刊行会, 1978
- 『さらば大連・旅順 写真集』国書刊行会, 1979、新版1995
- 『ああ北満 写真集』編著　国書刊行会, 1980
- 『1981撫順・本渓・丹東・遼陽・鞍山』（満洲の旅）国書刊行会, 1981
- 『1981大連』（満洲の旅）国書刊行会, 1981
- 『1981瀋陽』（満洲の旅）国書刊行会, 1981
- 『1982チチハル・チャムス・牡丹江』（満洲の旅）国書刊行会, 1982
- 『1982ハルピン』（満洲の旅） 国書刊行会, 1982
- 『1982長春・吉林』（満洲の旅）国書刊行会, 1982
- 『古文書の面白さ』新潮社・新潮選書, 1984
- 『一茶の日記』立風書房, 1988

共著
- 『藤村における旅』伊東一夫・早坂礼吾共著 木耳社, 1973

### 訳・編
- 平田篤胤『入学問答』 国書刊行会(版本文庫)  1974
- 『職人尽歌合』国書刊行会(版本文庫) 1974
- 本居宣長『源氏物語玉の小櫛』国書刊行会 (版本文庫)1974
- 岡谷繁実『名将言行録』中沢恵子共訳 教育社新書 全3巻 1980／講談社学術文庫 2013
- 『板木屋組合文書』日本エディタースクール出版部, 1993